# Janel Moloney
Janel Moloney (rođena 3. listopada 1969.) je američka glumica, najpoznatija po ulozi Donnatelle "Donne" Moss u NBC-jevoj televizijskoj seriji Zapadno krilo.

## Osobni život
Rođena u Woodland Hillsu, država Kalifornija, Moloney je nećakinja glumice Christine Ebersole, a pohađala je glumački konzervatorij SUNY Purchase. Tijekom Američke Predsjedničke kampanje 2004. godine, Moloney je bila aktivni pobornik Johna Kerryja i u njegovo ime je javno nastupala. 14. veljače 2010. godine u New Yorku, Moloney je postala majka dječaka, Juliana Francisa Zarvosa, čiji je otac kompozitor Marcelo Zarvos.

## Televizija
Njezin rani rad na televiziji uključuje glumačke gostujuće nastupe u serijama Hitna služba, Sports Night, The Adventures of Brisco Country, Jr. i Ubojstvo, napisala je. 1999. godine Moloney je postala članicom glumačke postave serije Zapadnog krila glumeći lik Donne Moss, asistencie predstojnika ureda Josha Lymana (Bradley Whitford). Iako je u početku bila samo glumica gost, pojavila se u svim epizodama prve sezone. Od druge sezone nadalje njezino ime bilo je uključeno u špicu serije među glavnim ulogama. Moloney je za portret Donne Moss zaradila dvije nominacije za prestižnu televizijsku nagradu Emmy, 2002. i 2004. godine u kategoriji najbolje sporedne glumice. 
Moloney se također pojavila u televizijskom filmu Bang, Bang, You're Dead s Thomasom Cavanaghom i Randyjem Harrisonom, a glumila je i lik Amber Frey u filmu Amber Frey: Witness for the Prosecution. 
2007. godine Moloney je igrala Danu Chase, atraktivnu profesionalnu ženu koja se nađe u misterioznoj vezi s Tommyjem Caffeeom (Jason Clarke) u šest epizoda druge sezone serije Brotherhood. 
2008. godine nastupila je u jednoj epizodi popularne serije Dr. House, a također je glumila i u epizodi humoristične serije 30Rock. 
2009. godine Moloney se pojavila u epizodi serije Life on Mars kao profesorica Pat Olsen, a također je nastupila u i jednoj epizodi serije Zakon i red: Zločinačke namjere kao Allison Wyler.